# 273 km (obwód smoleński)
273 km (ros. 273 км) – przystanek kolejowy w pobliżu miejscowości Riebrowo, w rejonie wiaziemskim, w obwodzie smoleńskim, w Rosji. Położony jest na linii Moskwa - Mińsk - Brześć.